# Gorzów Wielkopolski Zamoście
Gorzów Wielkopolski Zamoście – przystanek kolejowy na Zawarciu w Gorzowie Wielkopolskim (województwie lubuskim). W 2012 roku wyremontowano nasyp i wymieniono drewniane belki na betonowe podpory. Obecnie w budynku stacji mieści się prywatny zakład.

## Wymiana pasażerska
| Rok  | Wymiana pasażerska na dobę |
| ---- | -------------------------- |
| 2017 | 20-49                      |
| 2022 | 20-49                      |

## Połączenia
- Zbąszynek
- Gorzów Wielkopolski
- Zielona Góra